# Trichosteleum pseudomammosum
Trichosteleum pseudomammosum là một loài rêu trong họ Sematophyllaceae. Loài này được M. Fleisch. mô tả khoa học đầu tiên năm 1923.